# Dekanat Osieck
Dekanat Osieck – jeden z 25 dekanatów w rzymskokatolickiej diecezji siedleckiej mający siedzibę w Osiecku w parafii pw. św. Apostołów Andrzeja i Bartłomieja.

## Parafie
W skład dekanatu wchodzi 9 parafii.
- parafia NMP Królowej Polski – Gocław – proboszcz ks. Marek Kujda
- parafia MB Bolesnej – Mariańskie Porzecze – proboszcz ks. Jan Krajewski
- parafia św. Apostołów Andrzeja i Bartłomieja – Osieck – siedziba dekanatu proboszcz ks. Kanonik Krzysztof Samsel
- parafia św. Izydora – Ostrówek – proboszcz ks. Jarosław Juszczyński
- parafia MB Kodeńskiej – Pilawa – proboszcz ks. Kanonik Andrzej Banasiuk
- parafia Wszystkich Świętych – Sobienie-Jeziory – proboszcz Ks. Robert Mączka
- parafia św. Jana Chrzciciela – Warszawice – proboszcz ks. Krzysztof Wałek
- parafia Wniebowzięcia NMP – Wilga – proboszcz ks. Marek Żak
- parafia MB Częstochowskiej – Zabieżki – proboszcz ks. Tomasz Zadrożny

Według danych zgromadzonych przez Kurię Diecezji Siedleckiej dekanat liczy 24 511 wiernych.

## Sąsiednie dekanaty
Czersk (archidiec. warszawska), Garwolin, Głowaczów (diec. radomska), Łaskarzew, miński-Narodzenia NMP (diec. warszawsko-praska), Otwock-Kresy (diec. warszawsko-praska), Siennica (diec. warszawsko-praska), Warka (archidiec. warszawska)